# Blanca Huertas
Blanca Cecilia Huertas Hernández FLS (* 1978) ist eine kolumbianische Lepidopterologin, Ökologin und Naturschützerin bei der Fundación ProAves.

## Leben
Huertas sammelte, unterstützt von ihrer Familie, bereits in ihrer Kindheit mit selbstgenähten Netzen Schmetterlinge in den Feldern der Departamentos Cundinamarca und Boyacá. Mitte der 1990er Jahre begann sie ein Biologiestudium an der Universidad Pedagógica Nacional in Bogotá, das sie im Jahr 2000 mit dem Bachelor-Abschluss beendete.
Neben den Expeditionen in der Umgebung von Bogotá nahm Huertas in den letzten Semestern ihres Studiums mit Studenten der University of Cambridge an der Expedition Colombia ’98 in der Serranía de los Churumbelos teil, die in einigen Gemeinden der Departamentos Huila, Putumayo, Caquetá und Cauca durchgeführt wurde. Vor ihrem Masterstudiengang in England im Jahr 2003 absolvierte Huertas an der Universidad Distrital Francisco José de Caldas einen Spezialisierungslehrgang in Umweltmanagement.
2004 legte sie am Imperial College London ihre Masterarbeit mit dem Titel Butterfly diversity in the Serranía de los Yariguíes: elevational distribution, rapid assessment inventories and conservation in the Colombian Andes (Lepidoptera: Papilionoidea and Hesperioidea) vor. Während ihres Grundstudiums hatte sie die Gelegenheit die Schmetterlingssammlung des Natural History Museum in London zu studieren, wo sie sich vor allem Notizen über Exponate machte, die im 17. und 19. Jahrhundert in Kolumbien gesammelt wurden. Von August 2005 bis August 2007 war sie Koordinatorin beim Tropical Andean Butterfly Diversity Project der Darwin Initiative am University College London. 2009 begann sie an dieser Universität ihr Doktoratsstudium in den Biowissenschaften, das sie 2014 unter der Leitung von James Mallet mit der Ph.D.-Dissertation Evaluating the conservation status of Neotropical butterflies and the impact of systematics on threat assessments abschloss.
2005 wurde sie Kuratorin und seit 2013 ist sie Chefkuratorin der Schmetterlingsabteilung des Natural History Museum, wo sie für die direkte Verwaltung und Entwicklung sowie den Zugang zu den über 5,5 Millionen Schmetterlingsexponaten des Natural History Museum verantwortlich ist. Ihre Forschungsinteressen konzentrieren sich auf die Systematik und Taxonomie der Überfamilie Papilionoidea, das Monitoring und den Naturschutz sowie auf die aktive Forschung und das Engagement mit naturkundlichen Sammlungen. Ihr Forschungsschwerpunkt ist die neotropischen Region in Kolumbien.
Im Mai 2018 wurde sie zum Mitglied der Linnean Society of London gewählt, wo sie auch als Vizepräsidentin im Council fungierte. Ferner ist sie Mitglied bei der IUCN Butterfly Specialist Group und beim North American Butterflies Association Scientific Names Committee (NABA).
2018 veröffentlichte sie den Feldführer Some butterflies of La Chocoana and Surroundings, Nuqui Region, Choco, Colombia. 2020 wirkte sie am Werk Smithsonian Handbook of Interesting Insects der Smithsonian Institution mit. 2021 war sie Co-Autorin der Checklist of Colombian Butterflies (Lepidoptera: Papilionoidea)/Mariposas de Colombia Lista de chequeo. 
Blanca Huertas ist mit dem britischen Ornithologen und Naturschützer Thomas M. Donegan verheiratet, der sie im Jahr 2007 im Artepitheton der Antioquia-Buschammer (Atlapetees blancae) ehrte. Huertas widmete ihrem Mann im selben Jahr die Schmetterlingsart Idioneurula donegani aus der Familie der Edelfalter (Nymphalidae). Gemeinsam beschrieben sie im Jahr 2006 die Santander-Gelbbrust-Buschammer (Atlapetes latinuchus yariguierum) aus dem Nationalpark Serranía de los Yariguíes.

## Erstbeschreibungen von Blanca Huertas
- Idioneurula donegani Huertas & Arias, 2007
- Splendeuptychia tupinamba Freitas, Huertas & Rosa, 2021
- Sagarriella Macià, Mally, Ylla, Gastón & Huertas, 2019
- Zischkaia argyrosflecha Nakahara, L. Miller & Huertas, 2019
- Paryphthimoides fridae Zacca, Casagrande, Huertas & Nakahara, 2020
- Caeruleuptychia scripta Nakahara, Zacca & Huertas, 2017
- Santander-Gelbbrust-Buschammer (Atlapetes latinuchus ssp. yariguierum) Donegan & Huertas, 2006
- Splendeuptychia ackeryi Huertas, Rios & Le Crom, 2009
- Eryphanis zolvizora ssp. reyi Bristow, Neild, De Sousa & Huertas, 2014
- Eryphanis zolvizora ssp. casagrande Blandin, Bristow, Neild, Sousa, Gareca & Huertas, 2014
- Sagarriella romei (Sagarra, 1924) Macià, Mally, Ylla, Gastón & Huertas, 2019
- Eryphanis zolvizora ssp. chachapoya Blandin, Bristow, Neild, Sousa, Gareca & Huertas, 2014
- Eryphanis zolvizora ssp. inca Blandin, Bristow, Neild, Sousa, Gareca & Huertas, 2014
- Magneuptychia pax Huertas, Lamas, Fagua, Mallet, Nakahara & Willmott, 2016
- Sagarriella libyssa ssp. caligans (Turati, 1907) Macià, Mally, Ylla, Gastón & Huertas, 2019
- Vareuptychia themis (Butler, 1867) Zacca, Casagrande, Mielke, Huertas, Espeland, Freitas, Willmott, Nakahara & Lamas, 2020